# Geoffrey Keyes

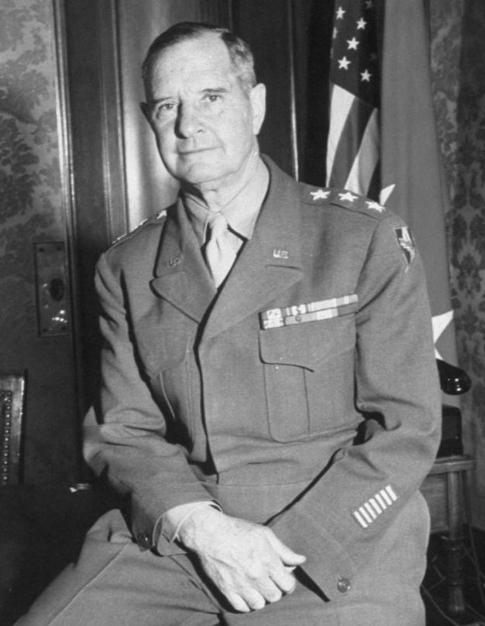
Geoffrey Keyes

Geoffrey Keyes (* 30. Oktober 1888 in Fort Bayard, New Mexico; † 17. September 1967 in Washington, D.C.) war ein Offizier der U.S. Army. Er war Kommandeur des II. US-Corps im Zweiten Weltkrieg in Nordafrika und Europa sowie Hochkommissar im besetzten Österreich. Er stand zuletzt im Rang eines Generalleutnants.

## Lebenslauf
In Fort Bayard, einer alten Militärstation in New Mexico geboren, besuchte Geoffrey Keyes die United States Military Academy West Point, Abschlussjahr 1913. Er unterrichtete schon im Ersten Weltkrieg, und den 1920ern in West Point. Dann schlug er eine hohe Offizierslaufbahn ein, absolvierte die Command and General Staff School 1926, die École supérieure de guerre 1933 und das Army War College 1937.

### Kriegseinsatz
Bei Kriegsbeginn wurde Keyes dem Generalstab in Washington zugewiesen. 1940 übertrug man Keyes, der sich schon als Football Coach in West Point bewährt hatte, den Posten des Chief of Staff in der neu aufgestellten 2nd Armored Division in Fort Benning, dann wurde er 1942 Kommandierender General der ebenfalls zu formierenden 3rd Armored Division in Camp Beauregard und Camp Polk, beide Louisiana, und im Juni des Jahres der 9th Armored Division in Fort Riley, Kansas. Diese Einheiten stellten die ersten spezialisierten Panzerdivisionen der USA dar, und Keyes gehörte zu den Pionieren dieser Waffengattung.
September 1941 wurde er, zum Generalmajor befördert, Stellvertretender Kommandeur unter George S. Patton im I Armored Corps, das die Operation Torch, den Gegenangriff gegen Rommels Afrikafeldzug, durchführte. In dieser Funktion begleitete er Patton durch ganz Nordafrika und Sizilien. Nach der Landung in Anzio (Operation Shingle) Januar 1944 übernahm er das II Corps. Keyes absolvierte den ganzen Italienfeldzug, focht bei Monte Cassino, und übernahm die Ostküste, die rechte Flanke der US Fifth Army General Clarks, und nach dem Durchbruch der Gotenlinie der British Eighth Army von Montgomery, und beendete den Krieg an der jugoslawischen Grenze stehend.

### Besatzungszeit in Österreich
Nach Kriegsende 1945 übernahm Keyes die in Paris stationierte 7th Army von General Patch (Invasion Südfrankreichs, Süddeutschland). Diese ging 1946 in der 3rd Army Pattons auf, die Keyes 1946–1947 kommandierte (diese hatte Oberösterreich besetzt). Die Verbände wurden dann in das European Command (EUCOM) umstrukturiert, und mit Mai 1947 wurde Keyes der Nachfolger von General Clark als U.S. High Commissioner on the Allied Council for Austria. Er bezog sein Oberkommando in Salzburg, wohin auch sein II. Corps 1945 verlegt worden war.

### Weiterer Lebenslauf und Persönliches
1950 verließ Keyes hochgeehrt Europa und wurde von 1951 bis 1954 Direktor der Weapons Systems Evaluation Group (WSEG), einer militärischen Forschungsabteilung für neue Waffensysteme. 1954 ging er in Pension.
Geoffrey Keyes starb mit 78 Jahren am 17. September 1967 im Walter Reed Hospital, Washington, D.C. Er wurde in allen Ehren in West Point bestattet.
Geoffrey Keyes heiratete am 12. Januar 1915 in West Point Leila Harrison (1894–1956) und hatte eine Tochter.

## Auszeichnungen und Würdigungen
Auswahl der Dekorationen, sortiert in Anlehnung der Order of Precedence of Military Awards:
- Army Distinguished Service Medal (3 x)
- Silver Star (2 x)
- Legion of Merit
- Bronze Star
- Offizier der französischen Ehrenlegion
- Croix de guerre mit Palme
- Companion of the Order of the Bath
- Großoffizier des italienischen Ritterordens der hl. Mauritius und Lazarus
- Großoffizier des marokkanischen Ouissam Alaouite
- Großoffizier des tschechoslowakischen Ordens des Weißen Löwen

In Salzburg-Liefering ist die General-Keyes-Straße nach dem Offizier benannt, sie liegt in einer ursprünglich für stationierte Offiziersfamilien erbauten Wohnblocksiedlung (USFA-Wohnhaussiedlung General-Keyes-Straße).